# Огнян Минчев
Огнян Димитров Минчев е български политолог, доктор на социологическите науки.

## Биография
Роден е на 2 декември 1958 г. във Варна. Завършва английска гимназия в родния си град и социология в Софийския университет. 
До 1989 г. редовен член на Българската комунистическа партия (БКП), асистент в катедра „Научен комунизъм“ на Софийски университет „Климент Охридски“.
Специализира Политически науки и международни отношения във Вашингтон, Лос Анджелис, Москва и Португалия. Преподава Теория на международните отношения в катедра „Политология“ в Софийския университет, а от 1999 г. до 2008 г. е неин ръководител.
Директор е на Института за регионални и международни изследвания и председател на управителния съвет на българския клон на организацията „Прозрачност без граници“. Автор е на множество анализи по вътрешна и международна политика.
Взема активно участие в гражданския комитет за закриване на проекта за АЕЦ „Белене“, което довежда до референдум и до окончателното му отхвърляне от Народното събрание през 2013 г.
Огнян Минчев е един от четиримата автори (заедно с Александър Кьосев, Антоний Тодоров и Евгений Дайнов) на политическия манифест „За републиката“, публикуван в началото на март 2016 г.